# Murowana Goślina (gmina)
Murowana Goślina est une gmina mixte du powiat de Poznań, Grande-Pologne, dans le centre-ouest de la Pologne. Son siège est la ville de Murowana Goślina, qui se situe environ 20 km au nord de la capitale régionale Poznań.
La gmina couvre une superficie de 172,08 km2 pour une population de 15 766 habitants en 2006.

## Géographie

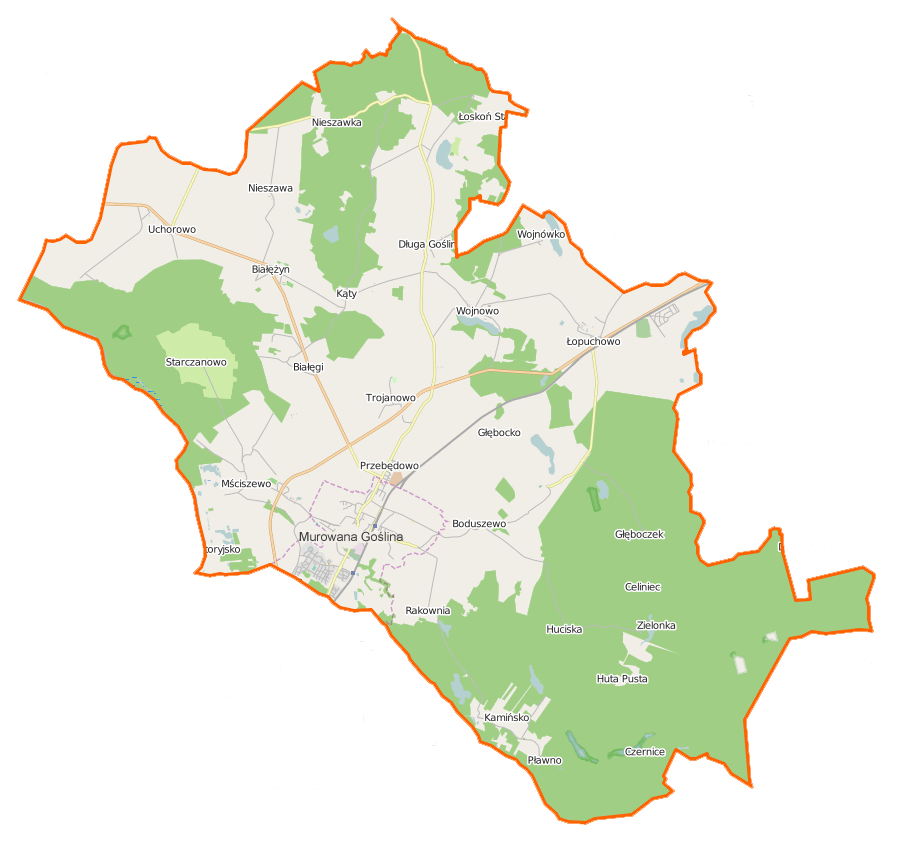
Plan de la gmina.

Outre la ville de Murowana Goślina, la gmina inclut les villages de:
- Białęgi
- Białężyn
- Boduszewo
- Długa Goślina
- Głębocko
- Głęboczek
- Kamińsko
- Łopuchowo
- Łoskoń Stary
- Mściszewo
- Nieszawa
- Pławno
- Przebędowo
- Raduszyn
- Rakownia
- Starczanowo
- Trojanowo
- Uchorowo
- Wojnówko
- Wojnowo
- Zielonka
- Złotoryjsko

### Gminy voisines
La gmina de Murowana Goślina est bordée :
- Oborniki
- Rogoźno
- Skoki
- Kiszkowo
- Pobiedziska
- Czerwonak
- Suchy Las

## Structure du terrain
D'après les données de 2002, la superficie de la commune de Murowana Goślina est de 172,08 km², répartis comme tel :
- terres agricoles : 45%
- forêts : 46%

La commune représente 9,06% de la superficie du powiat.

## Démographie
Données du 30 juin 2004 :
| Description        | Total  | Total | Femmes | Femmes | Hommes | Hommes |
| ------------------ | ------ | ----- | ------ | ------ | ------ | ------ |
| Unité              | Nombre | %     | Nombre | %      | Nombre | %      |
| population         | 15 528 | 100   | 7 839  | 50,5   | 7 689  | 49,5   |
| Densité (hab./km²) | 90,2   | 90,2  | 45,6   | 45,6   | 44,7   | 44,7   |